# واحة الخرطوم
واحة الخرطوم مجمع تجاري كبير يقع في وسط العاصمة السودانية الخرطوم. يستوعب المجمع نحو ألف وظيفة.

## التمويل
شراكة بين القطاعين العام والخاص ممثلاً في الولاية وصندوق الضمان الاستثماري وبنك الخرطوم وشركائه, حيث ساهمت ولاية الخرطوم بنسبة 20% من الأسهم، وبنك الخرطوم بنسبة 60%، والجهاز الاستثماري للضمان الاجتماعي بنسبة 20%. أعلن والي الخرطوم خلال الافتتاح عن وقف أسهم الولاية لصالح الفقراء والمشروعات الخيرية